# Skrzypki Małe (Podlaquia)
Skrzypki Małe [pronunciación en polaco: /ˈskʂɨpki ˈmawɛ/] es un pueblo ubicado en el distrito administrativo de Gmina Bielsk Podlaski, dentro del Condado de Bielsk, Voivodato de Podlaquia, en el norte de Polonia oriental. Se encuentra aproximadamente a 13 kilómetros al suroeste de Bielsk Podlaski y a 46 kilómetros al sur de la capital regional Białystok.